# Brexit et frontière irlandaise
Pour des articles plus généraux, voir Retrait du Royaume-Uni de l'Union européenne et Frontière entre l'Irlande et le Royaume-Uni.
 (février 2023).
Le contenu est difficilement compréhensible vu les erreurs de traduction, qui sont peut-être dues à l'utilisation d'un logiciel de traduction automatique.
 (février 2023).

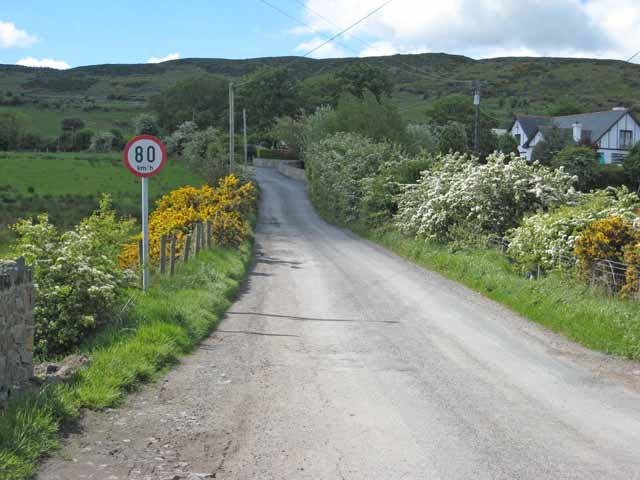
La frontière entre le Royaume-Uni et l'État d'Irlande traverse cette route à Killeen (près de Newry en Irlande du Nord), marquée uniquement par une limitation de vitesse en kilomètre par heure (le Royaume-Uni utilise mille par heure).

Le retrait du Royaume-Uni de l'Union européenne (Brexit) aura des impacts sur la frontière entre l'Irlande et le Royaume-Uni (qui scinde l'île d'Irlande entre l'Eire et l'Irlande du Nord, nation constitutive du Royaume-Uni) et devient une frontière terrestre extérieure de l'Union européenne. Les conséquences que ce statut nouveau pourrait avoir sur l'économie et la population de l'île, notamment si des contrôles de douane ou d'immigration étaient mis en place à la frontière, sont l'un des trois domaines désignés comme prioritaires lors de la négociation de l'accord de retrait. Après le référendum en faveur du Brexit, organisé le 23 juin 2016, toutes les parties ont en effet déclaré qu'elles souhaitaient éviter une frontière dure en Irlande, en raison notamment de la nature historiquement sensible de la frontière.

## Contexte

### Indépendance irlandaise
En 1922, l'État libre d'Irlande se sépare officiellement du Royaume-Uni en tant que dominion autonome aux termes du traité anglo-irlandais, ouvrant ainsi la voie à une indépendance nationale complète, tandis que l’Irlande du Nord faisait toujours partie du Royaume-Uni. En conséquence, la ligne de démarcation entre ces deux parties de l'île est devenue une frontière internationale. Les échanges de biens et de services à travers cette frontière ont été soumis à des arrangements fiscaux et tarifaires différents et une infrastructure de postes de douane a été mise en place dans les zones de passage désignées. Tout le trafic était soumis à une inspection par la juridiction dans laquelle il entrait. Cela pouvait impliquer des fouilles complètes des véhicules avec des retards et des inconvénients conséquents. Toutefois, les contrôles de passeport n'ont pas été appliqués car l'État d'Irlande et l'Irlande du Nord faisaient partie de la zone commune de voyage.

### Des liens plus étroits
Un certain nombre d'accords de libre-échange bilatéraux et multilatéraux ont rendu les contrôles des marchandises moins intrusifs. L'achèvement du marché commun européen en 1992 a entraîné l'élimination progressive des contrôles des produits. Cependant, pendant les troubles en Irlande du Nord, il y avait des points de contrôle militaires britanniques sur les principaux points de passage frontaliers et les forces de sécurité britanniques rendaient impraticables certains des points de passage restants. En 2005, parallèlement à la mise en œuvre de l'accord du Vendredi saint de 1998, le dernier des points de contrôle aux frontières a été supprimé.
En juillet 2019, le Royaume-Uni et l'État d'Irlande sont tous deux membres de l'Union européenne. Ils appartiennent donc à l'union douanière et au marché unique et le resteront jusqu'à ce que le Royaume-Uni achève son processus de retrait. Il y a une liberté de circulation pour tous les ressortissants de l'UE et il n'y a pas de contrôles douaniers ou d'immigration fixes à la frontière.

### Accord du Vendredi saint
Depuis 2005 environ, la frontière est perçue comme invisible avec peu ou pas d'infrastructures matérielles, en raison des processus mis en place par l'accord du Vendredi saint (ou « accord de Belfast ») signé en 1998,. Cet accord a le statut d'un traité international entre le Royaume-Uni et l'État d'Irlande (accord anglo-irlandais), ainsi que d'un accord entre les parties au sein de l'Irlande du Nord.
Après le Brexit, la frontière entre l'Irlande du Nord et l'État d'Irlande deviendra une frontière extérieure de l'UE. En théorie, une frontière "dure" pourrait revenir, avec à la fois des postes de passage surveillés à la fois moins nombreux et contrôlés, pour prendre en charge l'infrastructure douanière nécessaire. Les équipes de négociation de l'UE et du Royaume-Uni ont clairement indiqué que ce résultat ne serait acceptable dans aucun accord de sortie final,.
Le sénateur américain George Mitchell, qui a présidé les négociations de l'accord de Belfast, a déclaré qu'il pensait que la création d'un système de contrôle des frontières entre l'État d'Irlande et l'Irlande du Nord pourrait compromettre l'accord. Une étude publiée le 18 février 2019 par le sénateur irlandais Mark Daly et deux présidents de l'UNESCO a indiqué que le rétablissement d'une frontière dure entraînerait le retour de la violence,,,.

### Référendum sur le Brexit en Irlande du Nord
Lors du référendum sur l'appartenance au Royaume-Uni à l'Union européenne en juin 2016, l'Irlande du Nord a voté en faveur du maintien dans l'Union européenne à une majorité de 55,8% contre 44,2% . Dans un sondage d’opinion réalisé en novembre 2018 pour le compte de BBC Northern Ireland et de RTÉ (État d'Irlande), 61% des personnes interrogées estimaient que le Brexit ne devrait pas être adopté si le prix est une frontière dure.

### Frontière dure
Dans le contexte du Brexit, on entend par « frontière dure » un nombre limité de points de passage autorisés (et contrôlés physiquement), composés d'agents des douanes et de policiers, soutenus en période de tension par les forces militaires. Les conducteurs de véhicules traversant des routes sont tenus de déclarer leurs marchandises en cours de transport, les transporteurs commerciaux doivent établir des connaissements et une preuve que les marchandises sont conformes aux normes minimales du territoire sur lequel elles sont entrées. Des droits de douane peuvent être exigés. C’est ce qui s’est passé à la frontière entre 1922 et l’acte unique européen de 1993. Dans ce contexte, une "frontière dure" ne signifie pas une frontière fortifiée, mais pendant une période de conflits, les forces de la Couronne ont bloqué de nombreux points de passage non approuvés pour des raisons de sécurité. Aux termes de l'accord relatif à une zone de transport commune, les citoyens britanniques et irlandais sont libres de traverser la frontière sans contrôle de passeport.

## Positions sur la frontière irlandaise

### Royaume-Uni
Le gouvernement britannique a déclaré que le Brexit ne signifierait pas le retour de la frontière dure. Selon les déclarations de 2016 du Premier ministre britannique de l'époque, Theresa May, et du Taoiseach irlandais Enda Kenny, il est prévu de maintenir cet arrangement après le départ du Royaume-Uni de l'UE.
En septembre 2016, le secrétaire d'État britannique du Brexit, David Davis, a déclaré que le gouvernement britannique ne demanderait pas le retour d'une frontière dure entre le Royaume-Uni et l'État d'Irlande.
Les suggestions britanniques selon lesquelles une frontière dure pourrait être évitée par la mise en place de contrôles de l'immigration britannique dans les ports et les aéroports de l'État d'Irlande ont rapidement été rejetées par l'Irlande,.
Dans son Plan de Chequers sur le Brexit, le gouvernement du Royaume-Uni a réaffirmé son attachement à l'accord de Belfast. En ce qui concerne le statut de l'Irlande du Nord, il a déclaré que la préférence du gouvernement britannique était clairement de conserver la position constitutionnelle actuelle de l'Irlande du Nord : elle fait partie du Royaume-Uni, mais entretient des liens étroits avec l'Irlande.

### Eire
La position du gouvernement irlandais a été de réduire la mention publique des contrôles aux frontières afin d'éviter la confrontation avec les partis d'opposition du Dáil et de calmer les préoccupations nationalistes et unionistes en Irlande du Nord. De hauts responsables politiques ont déclaré à plusieurs reprises que le gouvernement n'envisageait pas la mise en place d'une frontière dure. Les partis d'opposition craignent que le gouvernement ne soit pas franc sur le risque d'une frontière dure et la planification de celle-ci.
Dans un sondage Sky Data réalisé en février 2019, 79% des personnes interrogées soutenaient le gouvernement irlandais à la recherche d'une garantie légale qu'il n'y aurait pas de frontière dure, même s'il risquait un Brexit sans accord le 29 mars. Dans le même sondage, 81% des personnes interrogées étaient en faveur de la réduction des liens économiques avec le Royaume-Uni si elles étaient contraintes de choisir, 19% soutenant la réduction des relations avec l'UE en faveur du Royaume-Uni afin de maintenir la frontière ouverte.

### Irlande du Nord

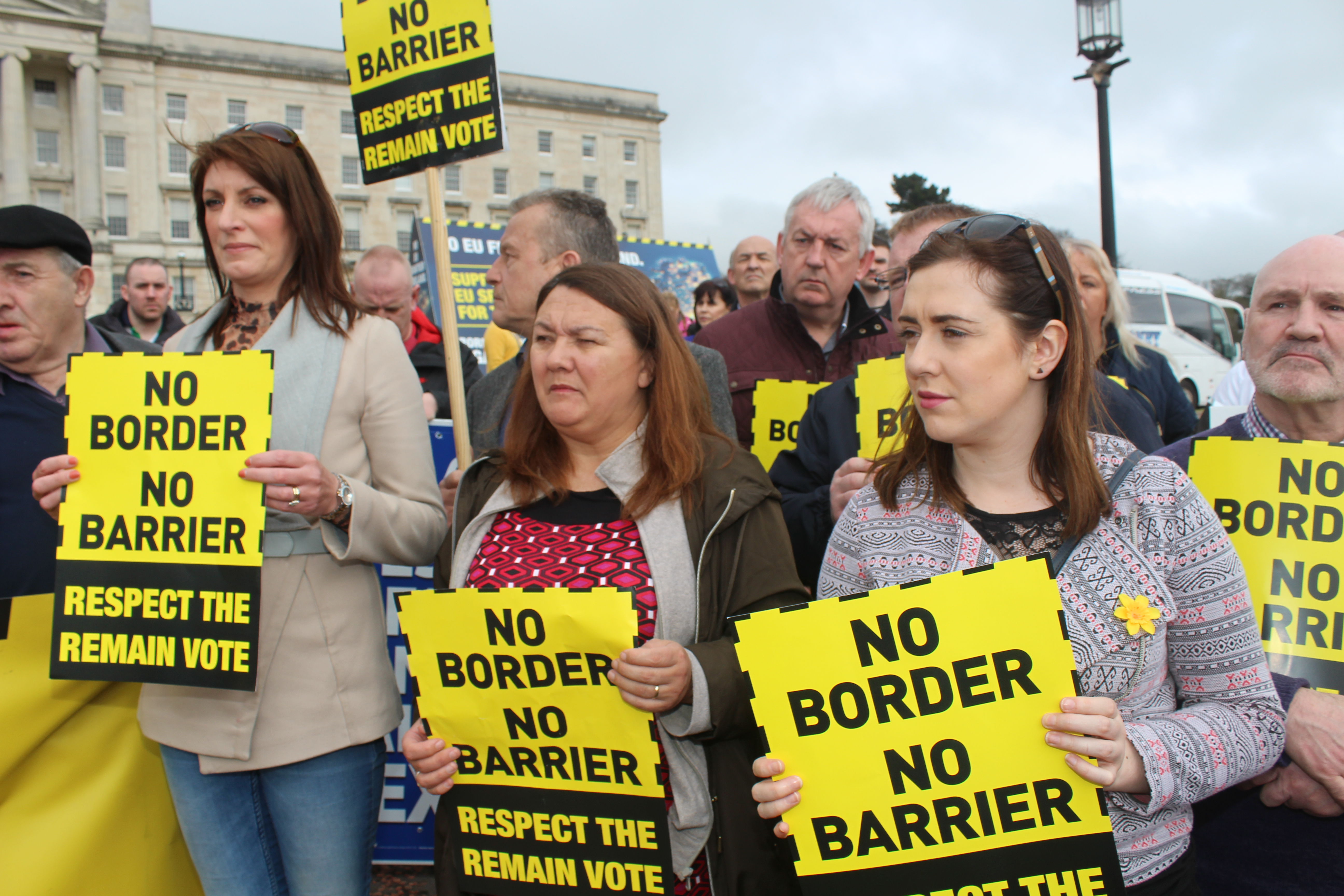
Une manifestation du Sinn Féin contre une frontière dure. Les contrôles aux frontières post-Brexit sont une question controversée

Les unionistes craignaient que la position du gouvernement irlandais ne soit une tentative secrète d'accroître le pouvoir sur la province afin de promouvoir une Irlande unie position que le gouvernement irlandais a nié. Le Parti unioniste démocrate (DUP) s'oppose à une frontière irlandaise dure et souhaite maintenir la zone commune de voyage. Le DUP était le seul grand parti nord-irlandais à s'opposer à l'accord du Vendredi saint en 1998.
Le dirigeant du Sinn Féin nord-irlandais, Martin McGuinness, a suggéré un référendum sur la réunification de l'Irlande immédiatement après l'annonce des résultats du référendum britannique sur l'Union européenne, une position réitérée par la nouvelle chef du parti, Mary Lou McDonald, en 2018.
Une semaine après le référendum sur le Brexit, la première ministre de l’Irlande du Nord de l’époque, Arlene Foster, du DUP, et le vice-premier ministre, Martin McGuinness, du Sinn Féin, ont publié une lettre commune dans laquelle ils affirmaient que la frontière ne devait pas devenir un catalyseur d’activités illégales, ni créer de mesures incitatives pour ceux qui veulent saper le processus de paix.

### Union européenne
En avril 2017, le Conseil européen a convenu que, dans le cas d'une Irlande unie, l'Irlande du Nord pourrait rejoindre l'Union européenne puisqu’elle intégrerait la république d’Irlande, qui est déjà membre de l’UE, formule qui a déjà été appliquée lorsque le territoire de la RDA s’est fondu dans la RFA en 1990.
En janvier 2019, le ministre allemand des Affaires étrangères, Heiko Maas, a demandé aux députés britanniques à ne pas laisser le Royaume-Uni quitter l'UE sans un accord, affirmant que « une union qui, plus que toute autre chose, ne sert qu'un seul objectif - construire et maintenir la paix en Europe ». Néanmoins, la porte-parole de la Commission européenne, Margaritis Schinas, a déclaré le 23 janvier qu'il était "évident" que la frontière serait dure si le Royaume-Uni quittait l'UE sans un accord.
En avril 2019, Pascal Lamy, ancien directeur général de l'OMC et commissaire européen chargé du Commerce, a déclaré que « rester dans une union douanière après le Brexit ne résoudra pas le problème de la frontière irlandaise… Quitter le marché unique réintroduit une frontière dont l'épaisseur dépend du degré de divergence réglementaire ».

## Effet sur les négociations de retrait
Dans les négociations sur le retrait, la question de la frontière irlandaise était l’un des trois domaines qui nécessitaient une instance de négociation spécifique afin de parvenir à l’accord de retrait requis avant que les futures relations entre le Royaume-Uni et l’UE ne puissent être convenues,. Les gouvernements irlandais et britannique, ainsi que des représentants de l'UE, ont déclaré qu'ils ne souhaitaient pas une frontière dure en Irlande, en tenant compte des "sensibilités" historiques et sociales qui imprègnent l'île.

### Proposition de soutien
Le filet de sécurité irlandais (Irish backstop) est un protocole de l'accord de retrait (non signé) du Brexit, qui maintiendrait le Royaume-Uni (en général) dans l'Union douanière de l'Union européenne et l'Irlande du Nord (en particulier) dans certains aspects du marché unique européen, jusqu'à ce qu'une solution soit trouvée pour empêcher une frontière dure. Cette mesure serait mise en place afin de ne pas compromettre l'accord du Vendredi saint. Cela n'entrerait en vigueur que s'il n'y avait pas d'autres solutions avant la fin de la période de transition (convenue).
Le gouvernement irlandais soutient la proposition. Le Parti unioniste démocrate s'oppose fermement à ce projet, affaiblissant la place de l'Irlande du Nord au Royaume-Uni et est considéré comme la principale raison pour laquelle un accord de retrait n'a pas été approuvé par le Parlement britannique. Le gouvernement britannique avait rejeté le texte original proposé.

## Domaines politiques

### Zone de circulation
En 1922, le nouvel État libre d’Irlande est entré dans une zone de circulation commune avec le Royaume-Uni. Cela signifiait que les contrôles de passeport n'étaient pas appliqués comme en Irlande et en Irlande du Nord et étaient antérieurs aux dispositions relatives à la liberté de circulation découlant de l'adhésion à l'Union européenne, qui les remplaçaient dans une certaine mesure. En 2011, les gouvernements britannique et irlandais ont décidé de manière informelle de poursuivre leurs contrôles communs sur l'entrée dans la CTA [pour les non-ressortissants de l'EEE].
En septembre 2018, le gouvernement britannique a garanti la poursuite de la libre circulation des citoyens européens à travers la frontière entre le Royaume-Uni et l'Irlande. Il a été suggéré que le modèle norvégien pourrait être utilisé. Le long de la frontière entre la Norvège et la Suède, les principaux points de passage des routes sont soumis à un contrôle douanier ; tous les camions sont contrôlés, mais les voitures ne le sont qu'occasionnellement. Pour les points de passage frontaliers peu importants, il n'y a qu'une surveillance vidéo où les camions peuvent passer avec autorisation et dédouanement.

### Douane et TVA
L'ancien Premier ministre britannique John Major a affirmé que le Brexit pourrait conduire à une frontière dure, car l'Union européenne et le Royaume-Uni doivent contrôler leurs frontières à des fins douanières. La faction du groupe de recherche européen du parti conservateur estime que le Royaume-Uni pourrait avoir le choix entre ne pas contrôler sa frontière si la TVA n'est pas appliquée, ou contrôler la frontière afin d'appliquer une éventuelle TVA sur les biens importés après le Brexit.
À la fin du mois d'octobre 2018, le National Audit Office a averti qu'il était déjà trop tard pour préparer les contrôles de sécurité nécessaires à la frontière irlandaise en cas de Brexit sans accord en mars 2019 - une faiblesse que le crime organisé ne tarderait pas à exploiter.
En mars 2019, le gouvernement britannique a annoncé qu'il ne procéderait à aucun contrôle douanier à la frontière irlandaise après un Brexit sans accord. Le plan a rapidement été qualifié de « charte du passeur »,,,,, et critiqué pour sa violation probable des règles de l'OMC,,,,,,. Les entreprises locales ont exprimé de graves préoccupations.

### Domaine de la santé
Une coopération existe entre le Royaume-Uni et l'Irlande en matière de santé, y compris la reconnaissance mutuelle des qualifications. La branche nord-irlandaise de la British Medical Association a averti qu'une frontière dure « risquerait de compromettre les soins prodigués aux patients ». 

## Solutions techniques proposées
Dans l'accord de retrait proposé, l'accord spécial pour l'Irlande du Nord prendrait fin lorsque l'on pourrait trouver une solution offrant une frontière aussi imperceptible qu'elle l'est devenue à partir de l'accord du vendredi saint jusqu'au Brexit. À juin 2019, une telle solution reste à identifier. Des solutions partielles ont été proposées mais n'ont pas été jugées adéquates.
Une note du ministre de l'Industrie, Richard Harrington, obtenue par Sky News, a déclaré: « Cette idée [de solution technique] a été examinée et rejetée par le Royaume-Uni et l'UE en été 2018, les deux parties ayant conclu qu'elle ne maintiendraient pas une frontière ouverte. C'est pourquoi nous nous sommes retrouvés avec le backstop actuel. À l'heure actuelle, aucune frontière dans le monde, en dehors d'une union douanière, n'a éliminé l'infrastructure frontalière ».
Le 8 mai 2019, le parti conservateur du Royaume-Uni a mis en place un groupe d'experts chargé de conseiller la commission sur les arrangements alternatifs sur les solutions techniques possibles au dilemme. Le panel comprend les partisans des deux idées ci-dessous. Graham Gudgin, ancien conseiller de Lord Trimble, partisan du Brexit, est le seul participant ayant des liens avec l'Irlande.